# 冬鳥越駅
冬鳥越駅（ふゆどりごええき）は、かつて新潟県加茂市に存在した蒲原鉄道（蒲原鉄道線）の駅。

## 駅構造
単式ホーム1面1線を有する地上駅。線路を挟んだ両側には蒲原鉄道直営のスキー場「冬鳥越スキー場」（現・冬鳥越スキーガーデン）が隣接し、当駅は冬季スキー客輸送に対応するため2両編成以上が停車可能なホーム有効長が確保されていた。ホームの村松寄りには小さな駅舎が存在した。

## 歴史
1932年（昭和7年）11月に開業した停留所である。前述のように当駅に隣接して冬鳥越スキー場が所在し、冬季はスキー客で賑わったが、周辺人口が希薄であったことからオフシーズンの利用客は極めて少なかった。
1985年（昭和60年）4月1日付で実施された加茂 - 村松間廃止・路線縮小に伴って当駅も廃止となった。廃止後、駅舎ならびにホーム跡は冬鳥越スキー場の駐車場スペースに転用された。

### 年表
- 1932年（昭和7年）11月20日[2]：蒲原鉄道線七谷 - 土倉間に新設された駅（停留所）として開業。
- 1985年（昭和60年）4月1日[2]：加茂 - 村松間 (17.7 km) 廃止に伴って廃駅。

## 乗客の推移
| 年度 | 乗車人員（人） | 降車人員（人） |
| ---- | -------------- | -------------- |
| 1934 | 6,399（17）    | 2,541（7）     |
| 1935 | 5,008（14）    | 5,005（14）    |
| 1937 | 6,190（17）    | 5,994（16）    |
| 1938 | 6,914（19）    | 7,513（21）    |

- 新潟県統計書各年度版より（ ）内は1日平均

## 冬鳥越スキーガーデン
沿線唯一の誘客施設として1932年（昭和7年）末に蒲原鉄道直営で約1万6000坪のスキー場を開設した。最盛期（昭和30年代）の日曜日には約2,500人のスキー場利用客があったという。1967年（昭和42年）スキートロイカを設置。翌年にはリフトに置き換えし、7月には共同で出資した冬鳥越リフト株式会社を設立した。やがて降雪が不安定なことや他地域のスキー場開発により利用客は下降線をたどっていった。
1998年（平成10年）にいったん営業停止となり、2000年（平成12年）から市営として再開している。
なお、2003年（平成15年）に100種以上の花が楽しめるバラ園が開設されたが、資材費の高騰などから2025年（令和7年）7月末で閉園することになった。

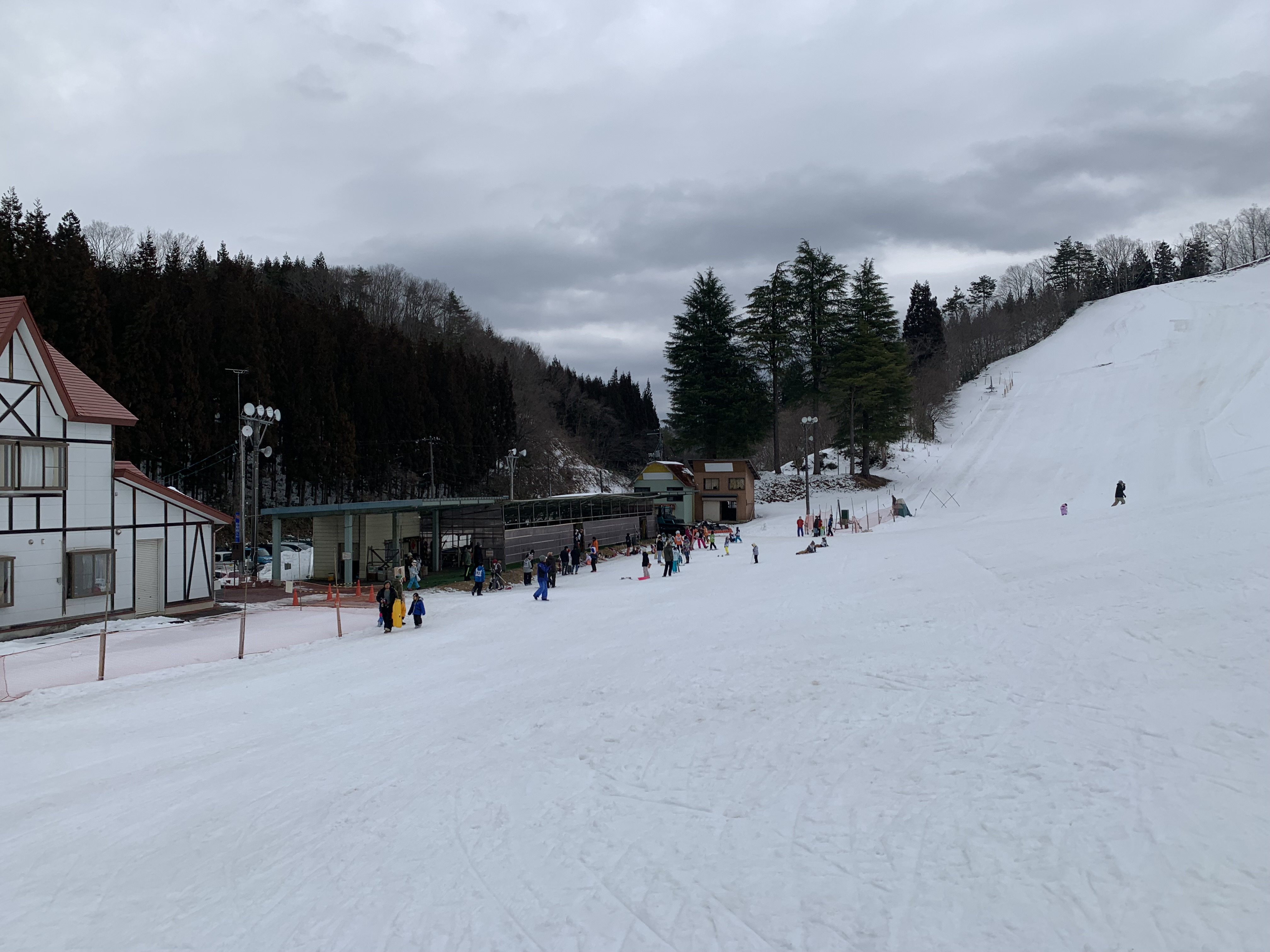
冬鳥越スキーガーデン（2023年2月）
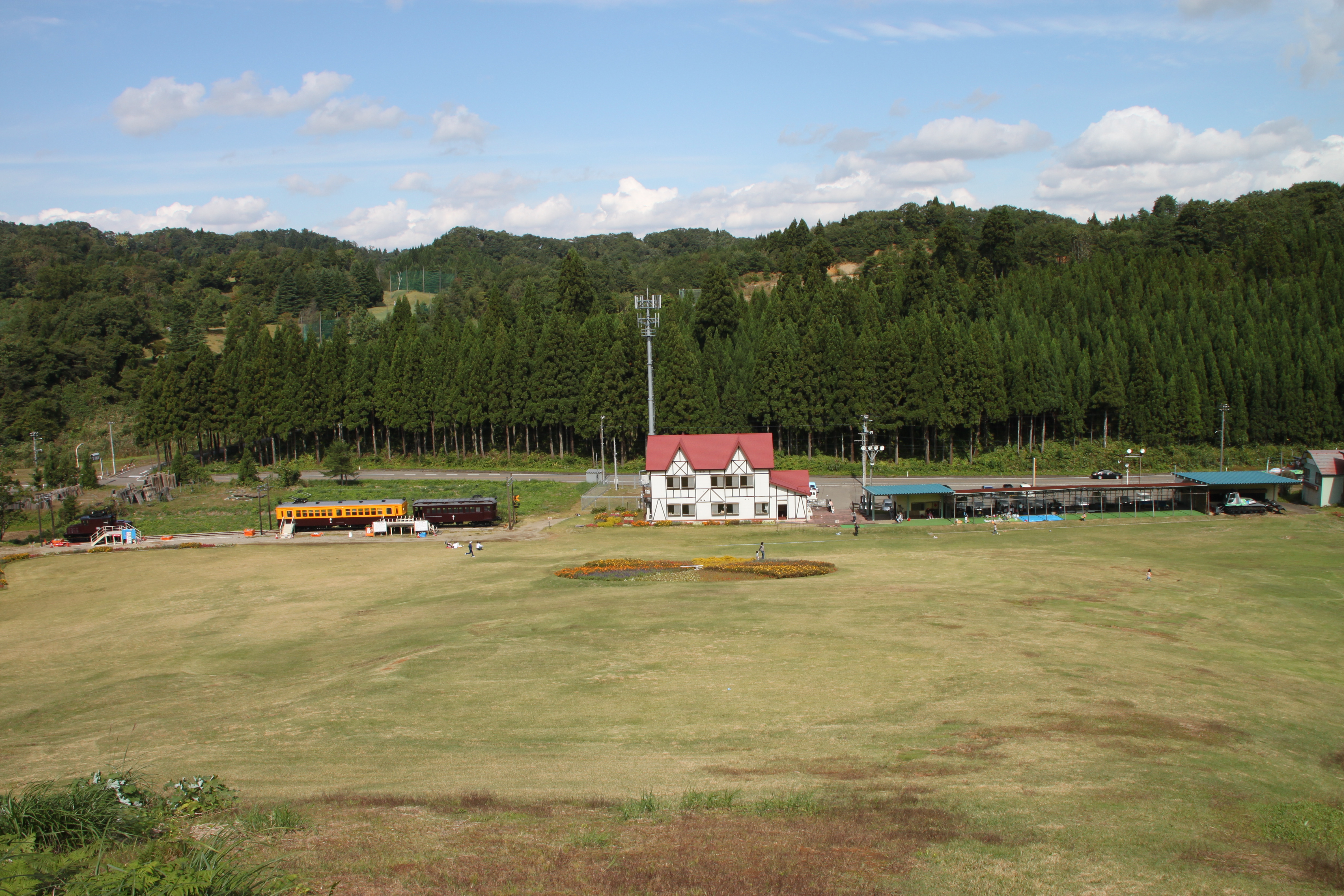
スキー場の頂上付近から駅跡を見下ろす（2009年10月）

## 保存車両
蒲原鉄道線は1999年（平成11年）10月4日付で全線廃止となったが、路線全廃時まで在籍した旅客用電車の1両であるモハ61形61と、蒲原鉄道線開業に際して新製されたモハ1形1が、2002年（平成13年）より冬鳥越スキーガーデン入口付近において静態保存されている。モハ1形1（旧デ1形2）については路線全廃当時、村松車庫において作業員詰所として車体のみが転用されていたものを、保存に際して内外装とも現役当時に近付けるよう修復工事が実施されたものであり、台車やパンタグラフも復元された。修復は新潟鐵工所にて行われた。同2両については2002年（平成13年）3月にモハ1が、同年4月にモハ61がそれぞれ加茂市の文化財に指定されている。2021年度（令和3年度）には、ふるさと納税型クラウドファンディングを活用してモハ1形の周りに木造の屋根が架けられた。
さらに2009年（平成21年）6月には村松駅跡地において保管されていたED1形電気機関車が同地に移設され、こちらも外装の修復工事が実施されて、前述2両とともに静態保存されている。

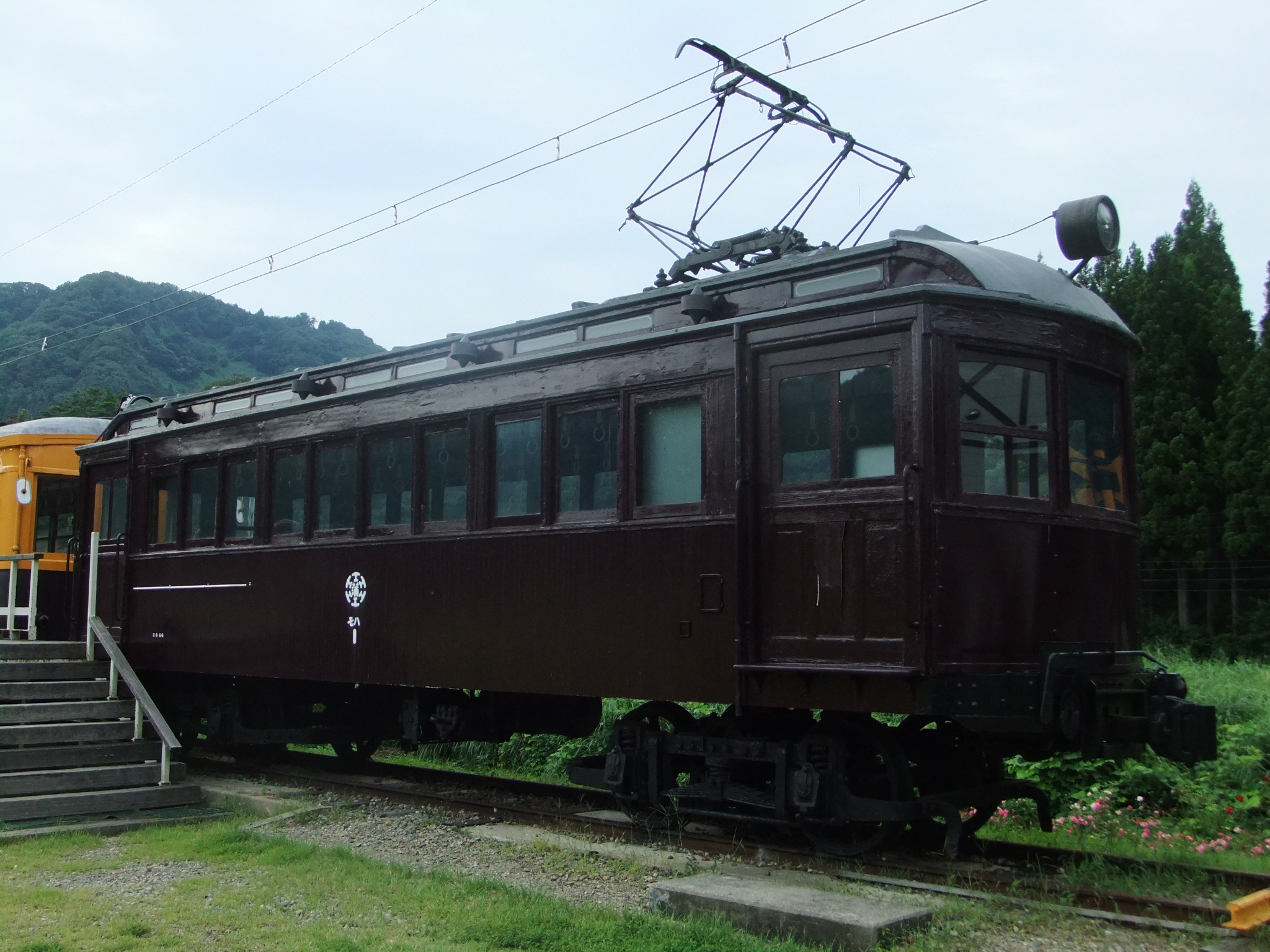
モハ1（2014年8月）
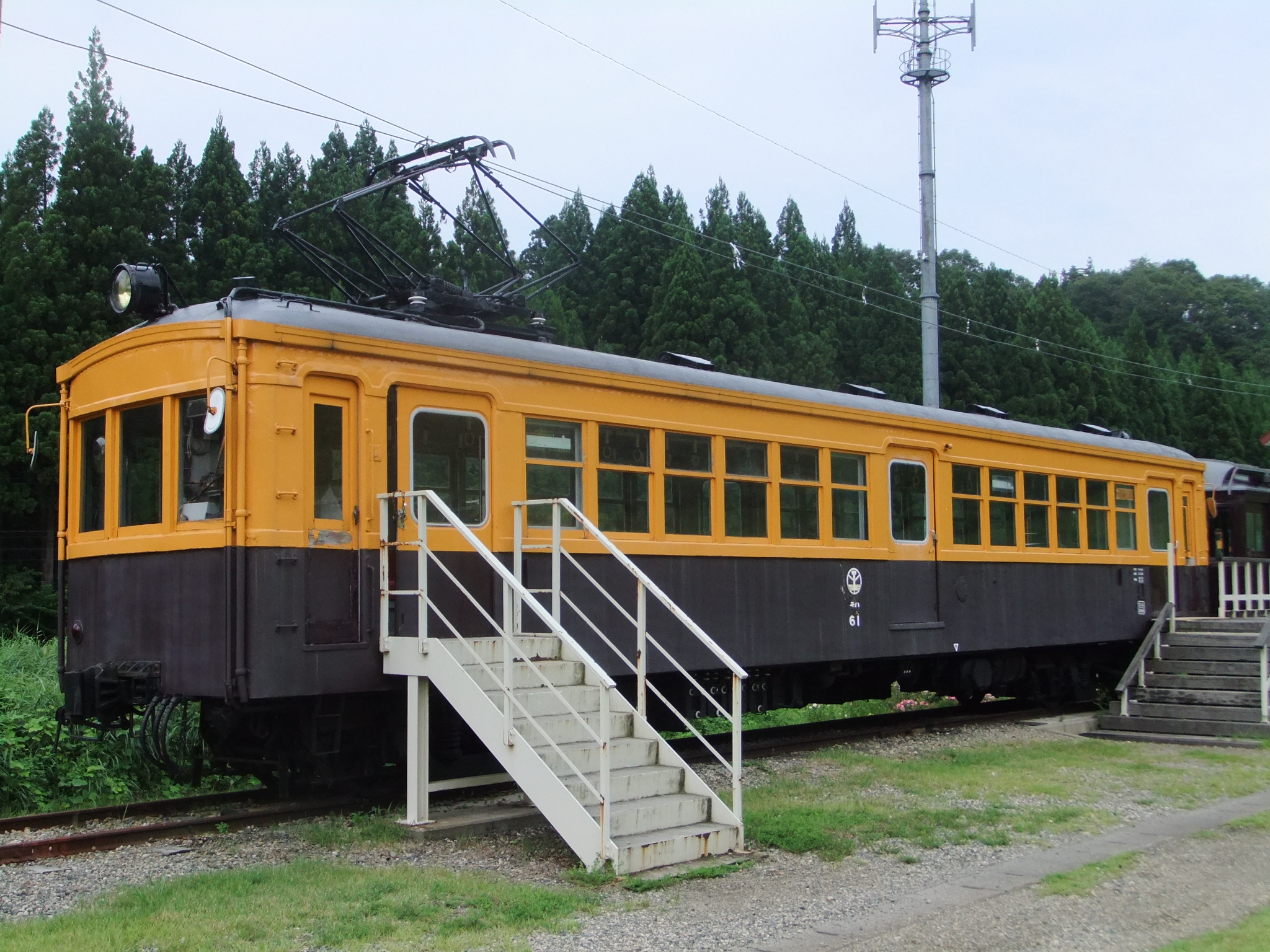
モハ61（2014年8月）
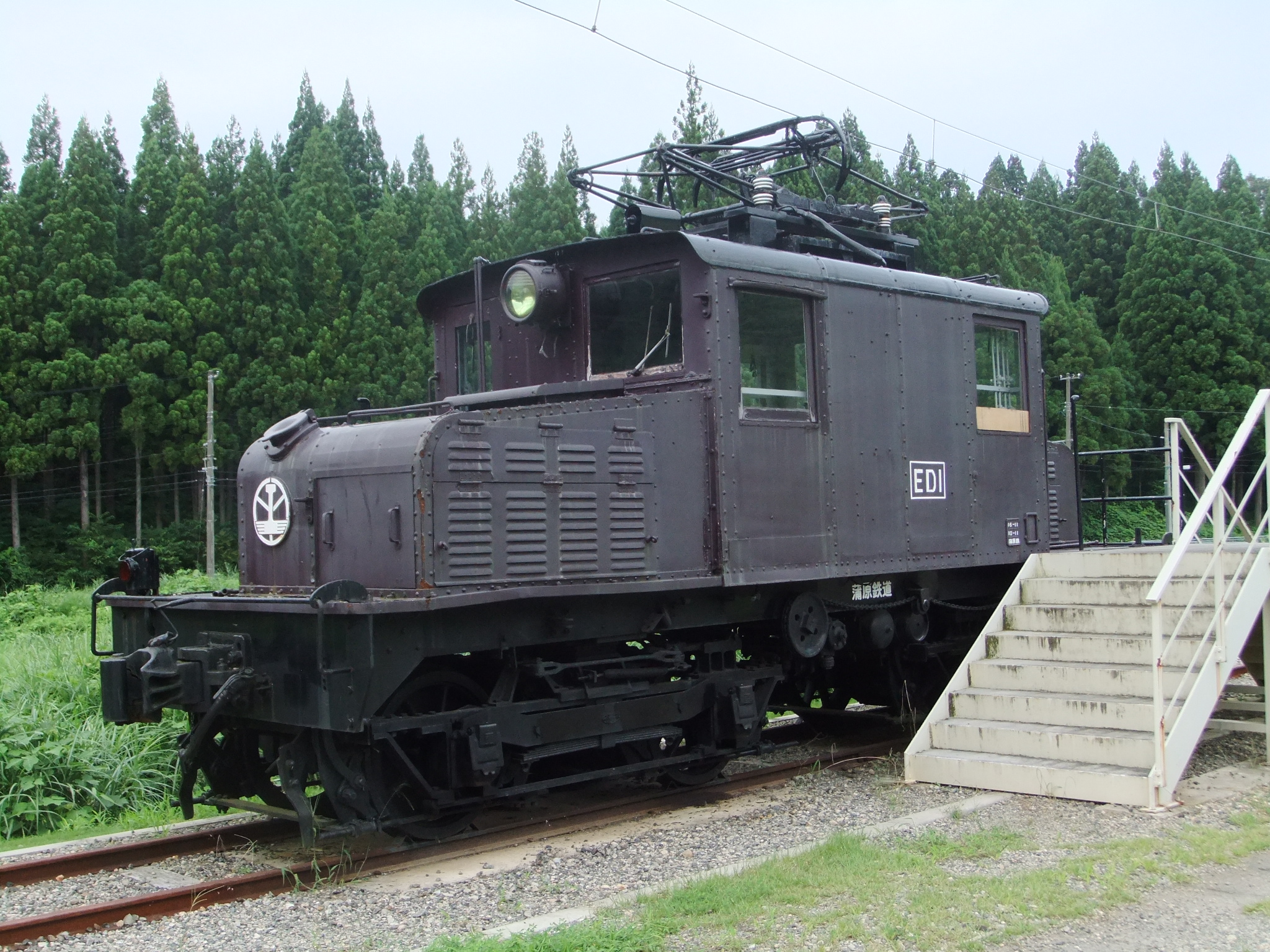
ED1（2014年8月）

## 隣の駅
蒲原鉄道
蒲原鉄道線
七谷駅 - 冬鳥越駅 - 土倉駅

## 参考資料
- 『鉄道ピクトリアル』 鉄道図書刊行会
  - 瀬古竜雄 「私鉄車両めぐり第2分冊 蒲原鉄道」 1962年3月（通巻128）号 pp.34 - 38
  - 鈴木達夫 「-鉄道史の興味・研究- 15年前の蒲原鉄道の旅」 1998年4月（通巻652）号 pp.98 - 100
- 宮脇俊三 編著 「鉄道廃線跡を歩く II」 日本交通公社 1996年9月 ISBN 4533025331
- 宮脇俊三 編著 「鉄道廃線跡を歩く IX」 JTBパブリッシング 2003年9月 ISBN 4533043747
- 遠藤純 「ローカル鉄道の風景 東日本編」 ユーリード出版 2003年3月 ISBN 4901825100
- 村上宗之『蒲鉄ものがたり走った運んだ77年』新潟事業時報社、2001年、80-82頁